# شرک!
شرک! (انگلیسی: Shrek!) یک کتاب عکس فانتزی خنده‌دار، اثر نویسنده و کارتونیست آمریکایی، ویلیام استیگ است که در سال ۱۹۹۰ منتشر شد. داستان آن دربارهٔ غول سبز نفرت‌انگیزی است که خانه را ترک می‌کند تا دنیای بیرون را ببیند و در نهایت با شاهدختی زشت ازدواج می‌کند. این کتاب به‌طور کلی پس از انتشار با استقبال خوبی مواجه شد و نقادان تصویرها، اصالت و نگارش آن را تحسین کردند. نقادان همچنین شرک را یک ضدقهرمان توصیف و به درون‌مایه‌های خشنودی و عزت نفس در کتاب اشاره کرده‌اند. این کتاب زمینه‌ای برای ساخت نخستین فیلم شرک (۲۰۰۱) و مجموعه‌فیلم‌هایی به همین نام با هنرمندی مایک مایرز برای بیش از یک دهه پس از انتشار آن شد.

## پیشینه و انتشار
ویلیام استیگ از سال ۱۹۳۰ تا دههٔ ۱۹۶۰ کارتونیستِ نیویورکر بود. او بیش از ۱٬۶۰۰ کارتون و ۱۱۷ طرح روی جلد را برای این مجله خلق کرد و نشریهٔ نیوزویک از استیگ به‌عنوان «پادشاه کارتون‌ها» یاد کرده‌است. با این حال، او به‌شدت از انجام کارهای تبلیغاتی متنفر بود و به‌جای این شغل، در ۶۱ سالگی شروع به نوشتن کتاب‌های کودکان کرد. استیگ در دههٔ نهم زندگی خود قرار داشت که این کتاب را نوشت.
کتاب‌های او به‌خاطر «درون‌مایه‌های گرافیکی پی‌درپی جدایی آشکار و تجدید دیدار صمیمی» بین والدین و فرزندانشان و در عین حال حفظ «شوخ‌طبعی» که مشخصهٔ اصلی کارتون‌هایش بود، شناخته شده‌اند. این کتاب‌ها همچنین معمولاً شامل درون‌مایه‌هایی همچون جدایی و دگرگونی بودند. تصویرگری‌های استیگ که با آبرنگ و جوهر خلق شده‌اند، به‌دلیل استفادهٔ «غنی» از رنگ‌ها موردتوجه قرار گرفته‌اند. کریس ریدل، تصویرگر و نویسندۀ کتاب‌های کودکان، در گاردین به معرفی کتاب هنر ویلیام استیگ پرداخت و به برخی از ویژگی‌های آثار کارتونی استیگ در نیویورکر و کتاب‌های کودکان وی اشاره کرد. از نظر ریدل، بیشتر آثار استیگ «حال‌وهوایی کودکانه» دارند و او به‌عنوان کارتونیست علاقه‌مند بود تا در آثارش به «تغییر دادن فرض‌های سنتی» بپردازد و مهارت داستان‌گویی خود را در تصویرگری‌هایش نشان بدهد. نام شرک لاتین‌نویسی واژهٔ שרעק (shrek) یا שרעקלעך (shreklekh) در زبان ییدیش است که از واژهٔ آلمانی Schreck، به‌معنای «ترس» یا «وحشت» آمده‌اند.
بنگاه انتشاراتی فرار، اشتراوس و ژیرو شرک! را در سال ۱۹۹۰ منتشر کرد. انتشارات اسکوئر فیش در سال  ۲۰۰۷، کتابی به نام شرک بی‌همتا! را منتشر کرد که شامل شش داستان ویلیام استیگ، از جمله شرک!، دکتر دسوتو و استخوان شگفت‌انگیز بود. این کتاب به‌صورت جلد سخت انتشار یافت و حاوی مقدمه‌ای نوشتۀ اریک کارل و زندگی‌نامه‌ای کوتاه از استیگ بود. اسکوئر فیش در همان سال، نسخۀ صوتی شرک بی‌همتا! را در قالب لوح فشرده عرضه کرد که راویان آن مریل استریپ و استنلی توچی بودند. در سال ۲۰۱۰، نسخه‌ای ویژه به مناسبت بیستمین سال انتشار شرک! منتشر شد که طرح جلدی متفاوت داشت و بازنگری‌هایی در تصویرگری‌های استیگ انجام شده بود. فرار، اشتراوس و ژیرو در سال ۲۰۱۳، نسخۀ کتاب الکترونیک شرک! را به‌همراه سیزده کتاب تصویری دیگر ویلیام استیگ منتشر کرد.
شرک! به زبان‌های دیگر نیز ترجمه شده‌است. لنارت هلسینگ این کتاب تصویری را با عنوان شرک! وحشت همه به زبان سوئدی برگرداند و در ایران، انتشارات پرتقال آن را با عنوان غولِ زشتِ سبز، شِرِک با ترجمۀ تینا احمدی منتشر کرده‌است. علاوه بر این، شرک! به زبان‌های دیگر مانند ایتالیایی، فرانسوی و اسپانیایی ترجمه شده‌است.

## خلاصه داستان
هم مادرش زشت بود و هم پدرش، اما شرک از هر دوتای آن‌ها زشت‌تر بود. از همان زمانی که تاتی‌تاتی راه افتاد، می‌توانست تا شعاع نود و نه یاردی از دهانش آتش خارج کند و از گوش‌هایش هم دود بدهد بیرون. تنها با یک نگاه می‌توانست موجودات باتلاق را بترساند. هر مارِ نادانی هم که او را گاز می‌گرفت، تشنج می‌کرد و می‌مُرد.

—توصیف استیگ از شرک
شرک، غولی منفور با پوست سبز است که نَفَسی آتشین دارد و از قرار معلوم فناناپذیر است. او از اینکه با ویژگی‌های مشمئزکننده‌اش دیگران را به فلاکت بیندازد، لذت می‌برد. وقتی پدر و مادرش تصمیم گرفتند که شرک باید دنیا را ببیند و به سهم خودش خرابکاری کند، او را از باتلاق بیرون می‌کنند. شرک خیلی زود با جادوگری روبه‌رو می‌شود که در ازای شپش‌های کمیابش، از او می‌خواهد تا آینده‌اش را بگوید: با گفتن کلمهٔ جادویی «کیک سیب» با خری به قلعه‌ای می‌رود که در آنجا با شوالیه می‌جنگد و در نهایت با شاهدخت زشت‌تر از خودش ازدواج می‌کند.
شرک با هیجان به راهش ادامه می‌دهد و به کشاورزی می‌رسد که از او داس می‌دزدد و گوشت قرقاولش را می‌خورد؛ با خوردن شدیدترین صاعقه، با حملهٔ آذرخش و باران مقابله و با نَفَس آتشین خود اژدهایی را ناکار می‌کند. هنگامی که در حال استراحت بود، کابوسی باعث آشفتگی‌اش می‌شود که در آن گروهی از کودکان او را در آغوش می‌گیرند و می‌بوسند و شرک عاجز است تا جلوی آن‌ها را بگیرد. وقتی بیدار می‌شود، خری را می‌بیند که قرار است شرک را برای نبرد با شوالیهٔ خُل‌وچِل به قلعهٔ مخوف ببرد.
شوالیه از درخواست‌های شرک برای دیدن شاهدخت آزرده می‌شود و به او حمله می‌کند که شرک در پاسخ، جریانی از آتش حواله‌اش می‌کند و او را به داخل خندقی در همان حوالی می‌فرستد. در داخل قلعه، شرک از اینکه در محاصرهٔ ارتشی از موجودات بدترکیب است، وحشت می‌کند اما وقتی می‌فهمد در تالار آیینه‌ها حضور دارد، عزم و عزت نفس خودش را به‌دست می‌آورد. او سرانجام با شاهدخت دیدار می‌کند. آن‌ها تحت‌تأثیر زشتی همدیگر قرار می‌گیرند، با هم ازدواج و «پس از آن به‌طرز وحشتناکی با ترساندن هر کسی که سر راهشان بود، به بدی و زشتی زندگی می‌کنند.»

## بازخورد
دیوید دنبی، روزنامه‌نگار نوشت: «شرک! با تمام خُلق‌وخوی تند و زننده‌اش، قصهٔ پریان بسیار جذابی بود: موجودی بسیار زشت، همسر فوق‌العاده زشت خود را پیدا می‌کند.» پابلیشرز ویکلی نقد مثبتی از کتاب منتشر کرد و به تحسین «نبوغ طنزآمیز» استیگ پرداخت و آن را «قصه‌ای جذاب و رضایت‌بخش» خواند. یکی از نقادان نیویورک تایمز تصویرهای کتاب و توانایی استیگ برای تشخیص اصطلاحات عجیب انگلیسی را مورد توجه قرار داد. کارن لیتون در اسکول لایبرری جورنال نیز به‌طور مشابه تصویرها و نگارش کتاب را تحسین و اشاره کرد که کتاب خوبی برای خواندن با صدای بلند است. مایکل دیردا در واشینگتن پست نوشت تصویرگری‌های شرک! «نسبتاً ساده» است اما آن را «چنان کتابی دلنشین و شاد که هیچ‌کس نمی‌تواند در برابر آن مقاومت کند» توصیف کرد. او این اثر را بهترین کار استیگ نمی‌دانست اما در عین حال آن را دستاورد سادهٔ «بی‌عیب» نامید. نقاد لنگویج آرتس به اصالت آن اشاره کرد و گفت این کتاب استانداردهای ادبیات عامیانه را «وارونه» کرد. نقادان دیگر نیز بر اصالت کتاب تأکید کردند. شرک! همچنین در بین کتاب‌های تصویری قرار گرفت که در سال ۱۹۹۰ به انتخاب پرنتس چویس، برندهٔ جایزهٔ کتاب کودکان شد. پابلیشرز ویکلی چندین عنوان از جایزهٔ «کافیز»، جایزهٔ کتاب کودکان در سال ۱۹۹۰ را به این کتاب اعطا کرد که شامل «بامزه‌ترین کتاب سال» و «بهترین خط آغازین» بود.
برخی از والدین با این کتاب مخالف بودند و احساس می‌کردند برای کودکان «نامناسب» است. از نظر جک زاپیس، دانشور، شرک! بهترین اثر استیگ نبود. ویکتوریا فورد اسمیت در سال ۲۰۱۷ اثر هنری استیگ را «کودکانه» دانست و آن را با اثر کوئنتین بلیک مقایسه کرد.

## تحلیل‌ها
زاپیس در سال ۲۰۱۰ در تور.کام نوشت این کتاب نمونه‌ای از چگونگی گسیختگی و دگرگونی مداوم قصهٔ پریان بود که این موضوع نشان‌دهندهٔ «ظرفیت همه‌جانبۀ» آن در عصر دیجیتالی امروز، با ساخت و موفقیت فیلم‌های پویانمایی است. زاپیس بیان کرد این کتاب و قهرمانش این پرسش را مطرح می‌کنند که «بدکاری چیست؟ چه کسی باعث بدکاری می‌شود؟». او شرک! را نقیضه‌ای از داستان جوانی که سفر کرد تا ترس را بفهمد، داستانی از برادران گریم در نظر گرفت. از نظر زاپیس، شرک نمایانگر «بیگانه، به حاشیه رانده شده، دیگری» است که می‌تواند نمایندۀ هر کدام از «اقلیت‌های ستم‌دیدۀ آمریکایی» باشد.
رومان عالم در سال ۲۰۱۹ در نیویورکر این کتاب را به‌عنوان داستانی دانست که در آن «شخص بدکار پایان خوشی دارد» و نوشت «بعضی اوقات زندگی به این شکل عمل می‌کند.» لی توماس، نویسنده و نقاد شرک! را با اثر دیگر استیگ، جزیرهٔ گندیده (۱۹۸۴) به‌عنوان نمونه‌هایی که «دیو واقعاً به درون غول‌صفت خود می‌خزد» مقایسه کرد. شرک! به‌داشتن درون‌مایه‌های «رضایت و عزت نفس» و صداقت با خود توصیف شده‌است.

### شرک
شخصیت شرک در این کتاب به‌عنوان ضدقهرمانی توصیف شده‌است که متفاوت است و از این بابت رضایت دارد. وقتی پدر و مادرش او را با لگد از باتلاق بیرون می‌کنند، شرک مجبور می‌شود تا برای حل مسائل فردیت خود، سفری را آغاز کند. به‌گفتهٔ لویس سی. رابرتس، شرک در این کتاب چندین «لحظهٔ بحرانی» را تجربه می‌کند؛ اول کابوسی که دربارهٔ کودکان می‌بیند و دومی زمانی است که وارد تالار آیینه‌ها می‌شود. رابرتس این لحظه‌ها را قابل مقایسه با مرحلهٔ آئینهٔ لاکانی تصور می‌کند؛ مفهومی روانکاوانه مربوط به لحظه‌ای که یک نوزاد برای نخستین بار نسبت به خودش آگاه می‌شود. شرک به راحتی اژدها را شکست می‌دهد، چون اژدها او را به یاد بخشی از خودش می‌آورد که با آن راحت است: زشتی‌هایش.
کابوس شرک برایش سخت‌تر است. استیگ با ارائهٔ این موضوع به‌عنوان گسترشی دو صفحه‌ای که در این کتاب غیرمعمول است، در نقش لحظه‌ای مهم از آن یاد می‌کند. از آنجایی که کودکان به شرک توجه می‌کنند و از او بیزاری یا ترس نمی‌کنند، «تصویر شرک از هویت خودش تهدید می‌‌شود و رابطه‌اش با دیگری متزلزل می‌شود.» او باید با این واقعیت روبه‌رو شود که «ایده‌آل او درمورد چیزهای ترسناک دست‌نیافتنی است.» ورود او به تالار آیینه‌ها نشان‌دهندهٔ این است که او «با انعکاس خود کنار می‌آید» و می‌فهمد «خوش‌حال‌تر از همیشه، از اینکه خودِ خودش بود» است. با این حال، تصویرهایی که در آینه می‌بیند، هنوز با آنچه به نظر می‌رسد، مطابقت ندارد و نشان‌دهندهٔ یک ایده‌آل است تا واقعیت.
پس از این دو بحران، شرک تا زمانی که با شاهدخت زشت‌تر از خودش ملاقات نمی‌کند، به اوج خوشبختی نمی‌رسد. رابرتس در پایان می‌گوید این کتاب «بحران‌های ذهنیتی را که همهٔ کودکان باید با آن‌ها مواجه شوند، تمرین می‌کند و سپس با نشان دادن این موضوع که چگونه حتی شخصیتی زشت مانند شرک می‌تواند برایشان راه‌حلی پیدا کند، به خوانندگانش اطمینان می‌دهد و آن‌ها را سرگرم می‌کند.»

## اقتباس‌ها
استیون اسپیلبرگ در سال ۱۹۹۱ حقوق این کتاب را به دست آورد و برنامه داشت تا فیلم پویانمایی سنتی را براساس کتاب تصویری استیگ بسازد. او قصد داشت تا صداپیشه‌های فیلم دوبُعدی‌اش دن اکروید در نقش شرک و کریس راک در نقش خر باشند اما در نهایت، با گذشت زمان این فیلم ساخته نشد و اسپیلبرگ نیز حق ساخت آن را از دست داد. با این حال، بعدها دریم‌ورکس که مؤسسان آن اسپیلبرگ، جفری کاتزنبرگ و دیوید گفن بودند، توانست حقوق این کتاب را با قیمت تقریبی پانصد هزار دلار خریداری کند و فرایند پروژهٔ ساخت فیلم پویانمایی اقتباسی از نوامبر ۱۹۹۵ آغاز شد. شرک در ۱۸ مهٔ ۲۰۰۱ با صداپیشگی مایک مایرز، ادی مورفی، کامرون دیاز و جان لیتگو منتشر شد. این فیلم پویانمایی موفقیت منتقدانه و تجاری را تجربه کرد و توانست نخستین برندهٔ جایزهٔ اسکار بهترین فیلم پویانمایی شود. پس از آن فیلم‌های شرک ۲ (۲۰۰۴)، شرک ۳ (۲۰۰۷) و شرک برای همیشه (۲۰۱۰) به‌عنوان دنباله‌های فیلم نخست ساخته و منتشر شدند. نخستین فیلم در یک تئاتر موزیکال برادوی به نام شرک موزیکال در سال ۲۰۰۸ اقتباس شد.
علاوه بر چهار فیلم بلند پویانمایی، چند فیلم کوتاه و برنامهٔ ویژهٔ تلویزیونی نیز بر اساس شخصیت‌های کتاب و فیلم‌های شرک ساخته و منتشر شده‌اند. شرک در کریسمس (۲۰۰۷) و شرک در هالووین (۲۰۱۰) دو ویژه‌برنامهٔ تلویزیونی بودند که به ترتیب از شبکه‌های تلویزیونی ای‌بی‌سی و ان‌بی‌سی پخش شدند. فیلم کوتاه سه‌بُعدی شرک: روح لرد فارکواد از جمله فیلم‌های کوتاه شرک بود که در سال ۲۰۰۳ منتشر شد. فیلم پویانمایی گربۀ چکمه‌پوش، اسپین‌آفی از مجموعه‌فیلم‌های شرک بود که در سال ۲۰۱۱ اکران عمومی شد.
چندین نقاد بر تفاوت‌های فیلم شرک و نسخهٔ اصلی استیگ تأکید کردند که از آن جمله می‌توان به اضافه شدن شخصیت‌ها و تغییر طرح داستان و اخلاق اشاره کرد. با این حال، استیگ گفت که فیلم را دوست دارد و فروش کتابش را به‌طرز چشمگیری افزایش داد. استیگ درمورد این فیلم گفت: «مبتذل است، منزجرکننده است — و من آن را دوست دارم!»

## واژه‌نامه
1. ↑  Ogre
2. ↑  Chris Riddell
3. ↑  The Art of William Steig
4. ↑  Square Fish
5. ↑  The One and Only Shrek!
6. ↑  Doctor DeSoto
7. ↑  The Amazing Bone
8. ↑  Shrek! allas skräck
9. ↑  Magic word
10. ↑  Karen Litton
11. ↑  School Library Journal
12. ↑  Michael Dirda
13. ↑  Language Arts
14. ↑  Parents' Choice
15. ↑  Cuffies
16. ↑  Jack Zipes
17. ↑  Victoria Ford Smith
18. ↑  Tor.com
19. ↑  The Story of the Youth Who Went Forth to Learn What Fear Was
20. ↑  Rumaan Alam
21. ↑  Lee Thomas
22. ↑  Rotten Island
23. ↑  Lewis C. Roberts
24. ↑  Shrek The Musical